# Луций Хостилий Сазерна
Луций Хостилий Сазерна (на латински: Lucius Hostilius Saserna) е римлянин, монетен чиновник, поддръжник на Гай Юлий Цезар.

## Биография
Произлиза от рода Сазерна на римската фамилия Хостилии. Брат е на Гай Хостилий Сазерна и Публий Хостилий Сазерна, които служат при Цезар в Африканската война против Метел Сципион през 46 пр.н.е.
Луций Хостилий Сазерна e магистър на Монетния двор през 48 г. пр.н.е. Той сече монети за пропагандата на Цезар за Гражданската война против Помпей Велики и Галските войни.
- Денарий „Верцингеторикс“ от Сазерна
- Денарий „Галия“ от Сазерна